# 알도 몬타노 (1978년)
알도 몬타노(이탈리아어: Aldo Montano, 1978년 11월 18일~)는 이탈리아의 펜싱 선수로 주 종목은 사브르이다. 올림픽 4회 메달리스트이며 특히 2004년 하계 올림픽에서 사브르 개인전 금메달을 획득했다. 그는 이탈리아 출신 남자 사브르 선수 중 가장 뛰어난 성적을 거둔 선수 중 한 명이다.

## 경력
리보르노에서 태어났다. 아버지 마리오 알도 몬타노와 할아버지 알도 몬타노도 이탈리아 국가대표로 하계 올림픽에 참가한 경험이 있는 펜싱 선수이다. 
2004년 그리스 아테네에서 열린 2004년 하계 올림픽에 참가했으며 개인전에서 헝가리의 넴치크 졸트를 꺾으며 금메달을 획득했다. 또한 단체전에서도 은메달을 획득했다.
2011년 10월  이탈리아 카타니아에서 열린 2011년 세계 선수권 대회 개인전에서 니콜라스 림바흐를 꺾고 우승하면서 자신의 첫 세계 선수권 대회 금메달을 목에 걸었다.
2021년 일본 도쿄에서 열린 2020년 하계 올림픽에 단체전 예비 선수로 참가했으며 헝가리와의 준결승에서 동료 선수인 루이지 사멜레가 어깨 부상으로 경기 속행이 어려워져서 대체 선수로 활약했다. 그는 사멜레의 공백을 메우며 팀의 결승 진출에 기여했고 대한민국과의 결승에서 선발로 나섰다. 이탈리아팀은 이 대회에서 은메달을 획득했으며 결승전 종료 후 은퇴를 선언했다.

## 수상
- 이탈리아 공화국 공로장(2004년 9월 27일)